# Französische Frauenfußballmeisterschaft 1978/79
Die französische Frauenfußballmeisterschaft 1978/79 war die fünfte Ausspielung dieses Titels nach der offiziellen Anerkennung des Frauenfußballs durch den Fußballverband Frankreichs im Jahr 1970. Die vergleichbaren Wettbewerbe zwischen den Weltkriegen blieben weiterhin inoffiziell, zumal sie von einem reinen Frauensportverband organisiert worden waren.
Die Meisterschaft 1978/79 – eine frankreichweite höchste Liga gab es vor 1992 nicht – wurde in einer Mischung aus Gruppenspiel- und K.o.-Modus ausgetragen; für die Teilnahme an der landesweiten Endrunde mussten sich die Frauschaften zuvor auf regionaler Ebene qualifizieren. In einer Neuauflage des Vorjahresfinales setzte sich der nordfranzösische Titelverteidiger AS Étrœungt erneut gegen die Frauen von Stade Reims durch.

## Vorrunde
Die 20 qualifizierten Teams wurden unter regionalen Gesichtspunkten auf vier Fünfergruppen aufgeteilt, in denen jeder Verein in Hin- und Rückspiel gegen jeden anderen antrat. Die jeweils beiden Gruppenersten erreichten das Viertelfinale. Bei Punktgleichheit – es galt die Zwei-Punkte-Regel – gab die bessere Tordifferenz den Ausschlag.
In den verwendeten Quellen sind keine einzelnen Ergebnisse oder Tabellen dieser Runde zu finden.

## Viertelfinale
Viertel-, Halbfinale und Endspiel wurden in Hin- und Rückspielen ausgetragen, wobei die Auswärtstorregel seinerzeit noch nicht galt; vielmehr wurde bei Torgleichstand nach dem Rückspiel – ohne Verlängerung – ein Strafstoßschießen zur Feststellung des Siegers durchgeführt.
Die Spiele des Viertelfinales fanden am 11. und 25. März 1979 statt.
| Stade Reims – VGA Saint-Maur                 | 2:0 | 1:1 |
| AS Étrœungt – Olympique Hénin-Beaumont       | 3:1 | 1:2 |
| Olympique Marseille – SC Caluire Saint-Clair | 1:1 | 2:1 |
| FC Lyon – FC Bergerac                        | 2:0 | 1:1 |

## Halbfinale
Die Spiele fanden am 22. und 29. April 1979 statt.
| AS Étrœungt – Olympique Marseille | 1:0 | 0:0 |
| FC Lyon – Stade Reims             | 0:3 | 1:3 |

## Endspiele
Das Hinspiel fand am 20. Mai 1979 in Reims, das Rückspiel am 27. Mai 1979 in Étrœungt statt.
| Stade Reims – AS Étrœungt | 2:1 (2:1) |

Aufstellungen
- Reims: Marie-Louise Butzig – Hurrier, Ghislaine Royer, Myriame Olejnik, Marie-Bernadette Thomas – Pigeon, Véronique Roy (Mahfiche), Isabelle Musset – Armelle Binard, Dominique Scharo, Rachèle Vilarinho
Trainer: Pierre Geoffroy
- Étrœungt: Carlier – Hamel, Dufrane (Van der Boren), Marie-Noëlle Warot, Isabelle Flament – Billot, Vin, Lefèbvre – Gendre (Férez), Marie-Noëlle Degardin, Chantal Pani
Trainer: Daniel Bertrand

Tore
1:0 Scharo (6.)

2:0 Musset (20.)

2:1 Thomas (34., Eigentor)
| AS Étrœungt – Stade Reims | 2:0 (1:0) |

Aufstellungen
- Étrœungt: Carlier – Hamel, Dufrane, Marie-Noëlle Degardin, Marie-Noëlle Warot – Billot, Lefèbvre (Martine Petit), Vin – Gendre (Férez), Isabelle Flament, Chantal Pani
Trainer: Daniel Bertrand
- Reims: Marie-Louise Butzig – Myriame Olejnik, Rachèle Vilarinho (Mahfiche), Hurrier, Ghislaine Royer – Pigeon, Isabelle Musset, Armelle Binard – Dominique Scharo, Marie-Bernadette Thomas (Véronique Roy), Danielle Vatin
Trainer: Pierre Geoffroy

Tore
1:0 Flament (20.)

2:0 Pani (69.)